# Lene Oderich
Lene Oderich (* Dezember 2002) ist eine deutsche Schauspielerin.

## Leben
Lene Oderich ist in Berlin aufgewachsen, wo sie 2011 Mitglied des Jugendensembles des Friedrichstadt-Palastes wurde. Sie trat in Werbespots (u. a. Opel, McDonalds, Telekom) auf und sammelte am Berliner Ensemble erste Theatererfahrungen.
Seit Anfang der 2010er Jahre ist sie in Haupt- und Nebenrollen in Fernseh- und Kinofilmen (u. a. Bibi & Tina: Voll verhext!) aufgetreten und spielte wiederholt unter Regisseurin Isabel Kleefeld. So verkörpert sie in den beiden Filmen der Regisseurin Zweibettzimmer und Dreiraumwohnung Lotte, die Tochter der von Anja Kling gespielten Konstanze Otto, wofür sie von Kritiker Rainer Tittelbach gelobt wurde. Im Jahr 2022 spielte sie in der Fernsehreihe Praxis mit Meerblick eine an der Stoffwechselkrankheit Mukoviszidose leidende Frau.

## Filmografie

### Kino
- 2011: Mia und der Minotaurus (Kurzfilm)
- 2011: Der Zauberer (Diplomfilm von Peter Jeschke)
- 2013: Die Frau, die sich traut
- 2014: Bibi & Tina: Voll verhext!
- 2017: Amelie rennt
- 2019: Das Ende der Wahrheit
- 2022: Wunderschön

### Fernsehen
- 2012: Großstadtrevier (Folge: Dirk und die Kammer des Schreckens)
- 2012: Letzte Spur Berlin (Folgen: Erlebensfall, Entzugserscheinungen)
- 2017: Zweibettzimmer
- 2017: Aufbruch in die Freiheit
- 2019: Torn zwischen zwei Müttern
- 2021: Dreiraumwohnung
- 2022: Praxis mit Meerblick (Folge: Was wirklich zählt)
- 2022: Neuland